# Crocidosema bostrychodes
Crocidosema bostrychodes är en fjärilsart som beskrevs av Diakonoff 1992. Crocidosema bostrychodes ingår i släktet Crocidosema och familjen vecklare. Inga underarter finns listade i Catalogue of Life.